# Die Prinzessin Suwarin
Pour plus de détails, voir Fiche technique et Distribution.
Die Prinzessin Suwarin (en français La Princesse Suwarin) est un film allemand réalisé par Johannes Guter sorti en 1923.
Il s'agit de l'adaptation du roman de Ludwig Wolff (de).

## Synopsis
Deux paquebots accostent dans le port de Hambourg. À bord de l'un se trouve la princesse russe Suwarin, qui a fui les Bolchéviques pour s'exiler en Allemagne, tandis que le millionnaire Cyrus Proctor débarque de l'autre navire. Les deux passagers ont trouvé leur hébergement dans le même hôtel. Désormais, la princesse Suwarin doit chercher un travail pour gagner de l'argent. Elle se présente dans une société de production cinématographique, où elle rencontre la star de cinéma Tina Bermonte et tombe amoureuse de l'assistant réalisateur Andrej Klipman. La Russe ne sait pas que ce dernier est marié depuis longtemps et qu'elle veut secrètement la vendre à un autre homme. Enfin, la princesse prend goût à son colocataire, Cyrus Proctor. Les deux se marient et l'héroïne rentre chez elle avec son mari dans son Amérique natale.

## Fiche technique
- Titre original : Die Prinzessin Suwarin
- Réalisation : Johannes Guter assisté de Michał Waszyński
- Scénario : Thea von Harbou
- Direction artistique : Erich Czerwonski
- Photographie : Günther Krampf, Otto Baecker (de)
- Production : Erich Pommer
- Société de production : Decla-Bioskop
- Société de distribution : UFA
- Pays d'origine :  République de Weimar
- Langue : allemand
- Format : Noir et blanc - 1,33:1 - 35 mm
- Genre : Drame
- Durée : 105 minutes
- Dates de sortie :
  -  République de Weimar : 12 avril 1923.
  -  Finlande : 6 janvier 1924.
  -  Empire du Japon : 7 mars 1924.
  -  République portugaise : 14 juillet 1924.

## Distribution
- Xenia Desni (de) : Suwarin
- Lil Dagover : Tina Bermonte
- Rudolf Klein-Rogge : Cyrus Proctor
- Alfred Abel : Andrej Kipman
- Lucie Mannheim : Esterka Kipman, sa femme
- Anton Edthofer : Mniewski
- Heinrich Schroth
- Ernst Pröckl (de)
- Guido Herzfeld
- Georg Jurowski
- Heinrich Gotho
- Grete Berger
- Margarete Kupfer
- Frida Richard
- Adele Sandrock
- Leonhard Haskel (de)
- Georg John

## Production
Le tournage a lieu d'octobre 1922 à février 1923 dans les studios de Babelsberg.

## Source de traduction
- (de) Cet article est partiellement ou en totalité issu de l’article de Wikipédia en allemand intitulé « Die Prinzessin Suwarin » (voir la liste des auteurs).